# Auchinleck
Auchinleck, schottisch-gälisch: Achadh nan Leac, gesprochen oft auch Affleck, ist eine Ortschaft im Zentrum der schottischen Council Area East Ayrshire. Sie liegt rund zwei Kilometer nordwestlich von Cumnock und 18 km südöstlich von Kilmarnock.

## Geschichte
Die Geschichte Auchinlecks ist eng mit dem rund vier Kilometer westlich gelegenen Anwesen von Auchinleck House verbunden. Bereits im 13. Jahrhundert befand sich an diesem Ort ein Tower House. Dieses wurde durch ein weiteres Tower House ersetzt, bevor das heutige Auchinleck House schließlich 1760 unter Alexander Boswell, Lord Auchinleck entstand. Später fielen die Ländereien an James Boswell und verblieben lange im Besitz der Familie Boswell, welche prägend auf die Entwicklung der Stadt wirkte.
In der Vergangenheit bildete der Kohleabbau den bedeutendsten Wirtschaftszweig Auchinlecks. Alleine die Barony Colliery beschäftigte bis zu 1200 Personen. Das Bergwerk wurde jedoch 1989 zusammen mit einem nahegelegenen Kohlekraftwerk geschlossen. Heute ist ein Pappeproduzent größter Arbeitgeber der Ortschaft. Im Jahre 1961 wurde mit 5694 die höchste Einwohnerzahl im Rahmen einer Zensuserhebung bestimmt. Seitdem ist die Einwohnerzahl rückläufig. Zuletzt wurden 3819 Personen im Jahre 2011 gezählt.

## Verkehr
Auchinleck ist durch die A76 an das Fernstraßennetz angeschlossen, welche in einem weiten Bogen um die Ortschaft herumführt. Bereits im 19. Jahrhundert erhielt die Stadt einen eigenen Bahnhof entlang der Glasgow, Paisley, Kilmarnock and Ayr Railway. Er wurde zunächst 1965 im Rahmen der Beeching-Axt geschlossen, jedoch in den 1980er Jahren wiedereröffnet.